# Утяк (станция)
Утя́к — узловая железнодорожная станция Курганского региона Южно-Уральской железной дороги, расположена в микрорайоне (бывшем посёлке) Утяк города Кургана Курганской области.

## История
В 1894 году построена линия Курган—Омск.

## Описание
Возле станции дислоцирована база ПМС № 172. На станции имеется разворотный кольцевой участок пути.
Станция обслуживает как пассажирские, так и грузовые перевозки.
Переход через пути осуществляется по железобетонному пешеходному мосту со спуском на островную платформу[значимость факта?].

## Пригородное сообщение
Осуществляется, большей частью, электропоездами:
- Макушино (4 пары электропоездов в день).
- Петухово (1 пара электропоездов в день).